# Bernardówka
Bernardówka – część wsi Kiełpino w Polsce, położona w województwie pomorskim, w powiecie kartuskim, w gminie Kartuzy, przy drodze wojewódzkiej 224.
W latach 1975–1998 Bernardówka administracyjnie należała do województwa gdańskiego.